# 球咏
《球詠》是由创作的日本漫画，于芳文社旗下漫画杂志《Manga Time Kirara Forward》2016年6月号上开始连载，现已发行单行本17册。中文版由台灣青文出版社代理發行，已發行4冊。改編電視動畫於2020年4月至6月播出。自動畫版改編的舞台劇於2021年6月24日開始上演。

## 故事簡介
武田詠深國中時在棒球社擔任隊上的投手，雖然練出了角度刁鑽的變化球，但因為隊上的捕手接不住她的球而無法派上用場。進入新越谷高中，原先不打算繼續打棒球的詠深遇上了進入同間高中就讀的兒時玩伴山崎珠姬，而以此為契機加入了棒球社。曾有晉級全國大賽的佳績，卻因為醜聞而一度暫停社團活動，舊社員也幾乎全數退出的新越谷高中棒球社，也在新社員的加入下逐漸恢復生氣，成員們以參加全國大賽為目標努力邁進。

## 登场人物
聲優為動畫版的配音。演員為舞台劇版的陣容，皆為偶像團體最後的偶像成員。

### 新越谷高中
武田咏深（聲：前田佳織里，演：大森莉緒）
背号1号，投手。一年级生。右投右打，6月4日出生，身高160公分。
與珠姬是兒時玩伴。在小時候與珠姬玩傳接球時的一次經驗讓她下定決心苦練出了角度相當犀利的「魔球」。國中時因為捕手無法接住她的球而讓球隊在比賽第一輪止步。加入新越谷高中棒球社後為了想跟大家一起持續打球而積極練習，將參加全國大賽視為目標。
山崎珠姬（聲：天野聰美，演：長月翠）
背号2号，捕手。一年级生。右投右打，8月31日出生，身高149公分。
與詠深是兒時玩伴。國中時曾擔任棒球名隊「美南GIRLS」的先發捕手，在隊內進行了紮實的訓練，並擁有在當時的正式比賽中捕逸次數0的成績。被芳乃評論為配球強硬、守備積極的球員。喜歡開開心心的打球，不過也受到詠深等人的目標影響而決心認真在大賽中求勝。
川口芳乃（聲：白城奈央，演：岡村茉奈）
背号10号，球隊經理。一年级生，8月7日出生，身高155公分。
息吹的雙胞胎妹妹。詠深的同班同學，座位相鄰。擁有深厚的棒球選手知識、掌握著許多選手的數據而身兼隊上的參謀一職。喜歡收集選手的簽名。
川口息吹（聲：富田美憂，演：大場結女）
背号7号，左外野手/投手。一年级生。右投两打，8月7日出生，身高156公分。
芳乃的雙胞胎姐姐。從小在芳乃的要求下模仿過各種棒球選手的動作，因此在過去沒有接受選手訓練的經驗下而可以做出正確的動作、姿勢。被怜認為是有資質的選手。
川崎稜（聲：北川里奈，演：畑美紗起）
背号6号，游击手。一年级生。右投右打，4月7日出生，身高152公分。
國中時就讀南相模中學，與菫自國中起就是隊友。比賽時喜歡華麗的表現。
藤田菫（聲：橋本鞠衣，演：、白石真菜）
背号4号，二垒手。一年级生。右投右打，10月17日出生，身高159公分。
國中時就讀南相模中學，與稜自國中起就是隊友。比賽時表現謹慎、中規中矩。
冈田怜（聲：宮本侑芽，演：間島和奏）
背号8号，中外野手。二年级生。右投右打。隊長，7月6日出生，身高159公分。
在棒球社暫停活動時為避免廢社而掛名留在社團的學姐。攻守兼備的選手。曾隸屬於「荻島GIRLS」。原先打算在新社員加入後退社，但在與詠深投打對決過後回心轉意，並在詠深的請求下接下隊長的職位。
藤原理沙（聲：永野愛理，演：篠原望）
背号5号，三垒手/投手。二年级生。右投右打，9月18日出生，身高158公分。
在棒球社暫停活動時為避免廢社而掛名留在社團的學姐。將怜做為目標而開始打起棒球，並夢想著成為第四棒投手。
大村白菊（聲：本泉莉奈，演：栗田麻央）
背号9号，右外野手。一年级生。右投右打，2月13日出生，身高161公分。
在國中時期作為劍道選手拿下了全國冠軍，而因此得到家人的允許開始打棒球。揮棒相當有魄力，被希視為競爭對手。
中村希（聲：野口瑠璃子，演：小澤愛實）
背号3号，一垒手。一年级生。左投左打，11月5日出生，身高155公分。
福岡縣出身，因父母工作的關係而搬家到埼玉。講話有博多腔。與國中的隊友約定好升上高中後要在全國大賽相見而選擇進入曾擁有實績的新越谷高中就讀。平時個性退縮，但很有競爭意識（特別是對白菊）。擁有優異的打擊能力。
藤井杏夏（聲：佳村遙，演：奧村優希）
新越谷高中教师，从漫画第4话起登场的棒球部顾问，自身是家庭科教师。

### 其他学校的对手
柳川大附属川越高中
大野彩优美（聲：春野杏，演：町田穗花）
号码：1号，投手／中外野手，三年级生，1月31日出生，身高158公分。
浅井花代子（聲：内田真礼，演：高橋美海）
号码：2号，捕手，三年级生，5月1日出生，身高161公分。
大岛留留（聲：田村奈央，演：宇田川櫻夢）
号码：8号，中外野手，一年级生。
朝仓智景（聲：河瀨茉希，演：鈴木遙夏）
号码：11号，投手，二年级生，9月24日出生，身高165公分。
梁幽館
中田奈緒（聲：飯田友子）
号码：1号，主將／投手／一壘手，三年级生，右投右打，5月11日出生，身高167公分。
陽秋月（聲：山根綺）
号码：8号，中外野手，左投左打，1月17日出生，身高163公分。
白井莉子（聲：河瀨茉希）
二壘手。
高代惠（聲：奧野香耶）
遊擊手。
笠原真寬（聲：榎吉麻彌）
三壘手
大田瑞樹（聲：新田夕華）
左外野手。
吉川和美（聲：大西沙織）
投手。
小林依織（聲：宮崎珠子）
捕手。
西浦麻友（聲：宮島惠美）
右外野手。
高橋友理（聲：大地葉）
經理。

## 出版書籍
| 册数 | 芳文社         | 芳文社                 | 青文出版社    | 青文出版社             |
| 册数 | 发售日期       | ISBN                   | 發售日期      | ISBN                   |
| ---- | -------------- | ---------------------- | ------------- | ---------------------- |
| 1    | 2016年11月11日 | ISBN 978-4-8322-4767-3 | 2018年9月6日  | ISBN 978-986-356-585-7 |
| 2    | 2017年6月12日  | ISBN 978-4-8322-4844-1 | 2019年4月15日 | ISBN 978-986-356-876-6 |
| 3    | 2018年1月11日  | ISBN 978-4-8322-4908-0 | 2020年4月13日 | ISBN 978-986-512-302-4 |
| 4    | 2018年7月12日  | ISBN 978-4-8322-4960-8 | 2020年5月11日 | ISBN 978-986-512-333-8 |
| 5    | 2019年3月12日  | ISBN 978-4-8322-7075-6 |               |                        |
| 6    | 2019年9月12日  | ISBN 978-4-8322-7117-3 |               |                        |
| 7    | 2020年4月10日  | ISBN 978-4-8322-7184-5 |               |                        |
| 8    | 2020年6月12日  | ISBN 978-4-8322-7196-8 |               |                        |
| 9    | 2021年3月12日  | ISBN 978-4-8322-7258-3 |               |                        |
| 10   | 2021年9月9日   | ISBN 978-4-8322-7303-0 |               |                        |
| 11   | 2022年3月10日  | ISBN 978-4-8322-7353-5 |               |                        |
| 12   | 2022年10月12日 | ISBN 978-4-8322-7406-8 |               |                        |
| 13   | 2023年4月12日  | ISBN 978-4-8322-7454-9 |               |                        |
| 14   | 2023年10月12日 | ISBN 978-4-8322-7490-7 |               |                        |
| 15   | 2024年4月11日  | ISBN 978-4-8322-9539-1 |               |                        |
| 16   | 2024年10月10日 | ISBN 978-4-8322-9576-6 |               |                        |
| 17   | 2025年4月12日  | ISBN 978-4-8322-9630-5 |               |                        |

## 电视动画
2019年6月24日发售的《Manga Time Kirara Forward》8月号宣布本作将被改编为电视动画。於2020年4月1日開始播放。

### 工作人員
- 原作：（芳文社「Manga Time Kirara Forward」連載）
- 導演：福島利規[14]
- 劇本統籌：待田堂子[14]
- 人物設計：菊田幸一[14]
- 總作畫監督、道具設計：松尾真彥
- 美術監督：岩瀨榮治
- 美術設計：大平司
- 色彩設計：中村千穗
- CG監督：後藤優一
- 攝影監督：久保田淳
- 編輯：新居和弘
- 音響監督：森下廣人（日语：森下広人）
- 音響效果：八十正太（Swara Pro（日语：スワラ・プロ））
- 錄音調整：森田祐一
- 錄音助手：
- 音響製作：叶音
- 企劃協力：埼玉縣越谷市
- 取材協力：叡明高等學校、越谷市民球場
- 動作捕捉演員：女子職業棒球聯盟 埼玉阿斯特賴亞隊
- 動畫製作：studio A-CAT[14]
- 製作：新越谷高中女子棒球社（avex pictures、ABC Animation、芳文社、AT-X、創通、名視、葉音、A3、entama、studio A-CAT、日本播音演技研究所）

### 主題曲
片頭曲「Never Let You Go!」
作詞、作曲：麻枝准，編曲：MANYO，主唱：七穗
片尾曲
作詞、作曲：麻枝准，編曲：MANYO，主唱：新越谷高中女子野球部

### 各話列表
| 話數   | 日文標題 | 中文標題               | 劇本     | 分鏡              | 演出       | 作畫監督                                                                                              |
| ------ | -------- | ---------------------- | -------- | ----------------- | ---------- | --- |
| 第1球  |          | 命運的重逢             | 待田堂子 | 福島利規          | 球野貴裕   | 藤田正幸、大河原晴男、佐藤麻里那 園田高明、奧野浩之                                                   |
| 第2球  |          | 一起打棒球吧           | 待田堂子 | 東海林真一        | 粟井重紀   | 園田高明、藤田正幸                                                                                    |
| 第3球  |          | 帶我去                 | 待田堂子 | 石川俊介          | 石川俊介   | 園田高明、藤田正幸、津熊健德                                                                          |
| 第4球  |          | 約定的那個球           | 末永光代 | 福島利規          | 楹瘸鐺     | 園田高明、藤田正幸、津熊健徳 千葉孝幸、山名秀和、松尾真彦 大河原晴男                                  |
| 第5球  |          | 衝過泥沼連敗路吧       | 日暮茶坊 | 石倉賢一          | 小林孝志   | 園田高明、藤田正幸、津熊健德 大河原晴男、千葉孝幸、山名秀和 堀井久美、松尾真                          |
| 第6球  |          | 胸懷希望               | 末永光代 | 球野貴裕          | 阿亂須美氏 | 園田高明、藤田正幸、津熊健徳 千葉孝幸、山名秀和、松尾真彦 大河原晴男                                  |
| 第7球  |          | 雨後的夜空             | 日暮茶坊 | 今泉賢一          | 中村近世   | 藤田正幸、園田高明、服部 堀井久美、松尾真彦、奥野浩之 千葉孝幸、山名秀和、津熊健徳 大河原晴男         |
| 第8球  |          | 從零開始               | 末永光代 | 朝倉カイト        | 栗井重紀   | 千葉孝幸、山名秀和、津熊健徳 松尾真彦、                                                               |
| 第9球  |          | 營造節奏的方法         | 日暮茶坊 | 石川俊介          | 石川俊介   | 藤田正幸、園田高明、千葉孝幸 山名秀和、津熊健徳、松尾真彦 大河原晴男                                  |
| 第10球 |          | 讓她們見識一下         | 待田堂子 | 石倉賢一 福島利規 | 小林孝志   | 藤田正幸、園田高明、千葉孝幸 山名秀和、津熊健徳、松尾真彦 大河原晴男                                  |
| 第11球 |          | 這就是全國級強隊的水準 | 待田堂子 | 朝倉 福島利規     | 阿亂須美氏 | 藤田正幸、園田高明、千葉孝幸 山名秀和、津熊健徳、松尾真彦 大河原晴男                                  |
| 第12球 |          | 盡力投球不留遺憾       | 待田堂子 | 福島利規          | 福島利規   | 藤田正幸、園田高明、千葉孝幸 山名秀和、大河原晴男、菅原早也花 津熊健德、石井和彦 佐佐木一浩、松尾真彦 |

### 藍光版
| 卷數 | 發售日期      | 收錄話數       | 規格編號   |
| ---- | ------------- | -------------- | ---------- |
| 1    | 2020年6月26日 | 第1話－第3話   | EYXA-12958 |
| 2    | 2020年7月24日 | 第4話－第6話   | EYXA-12959 |
| 3    | 2020年8月28日 | 第7話－第9話   | EYXA-12960 |
| 4    | 2020年9月25日 | 第10話－第12話 | EYXA-12961 |